# سبك تدويمي

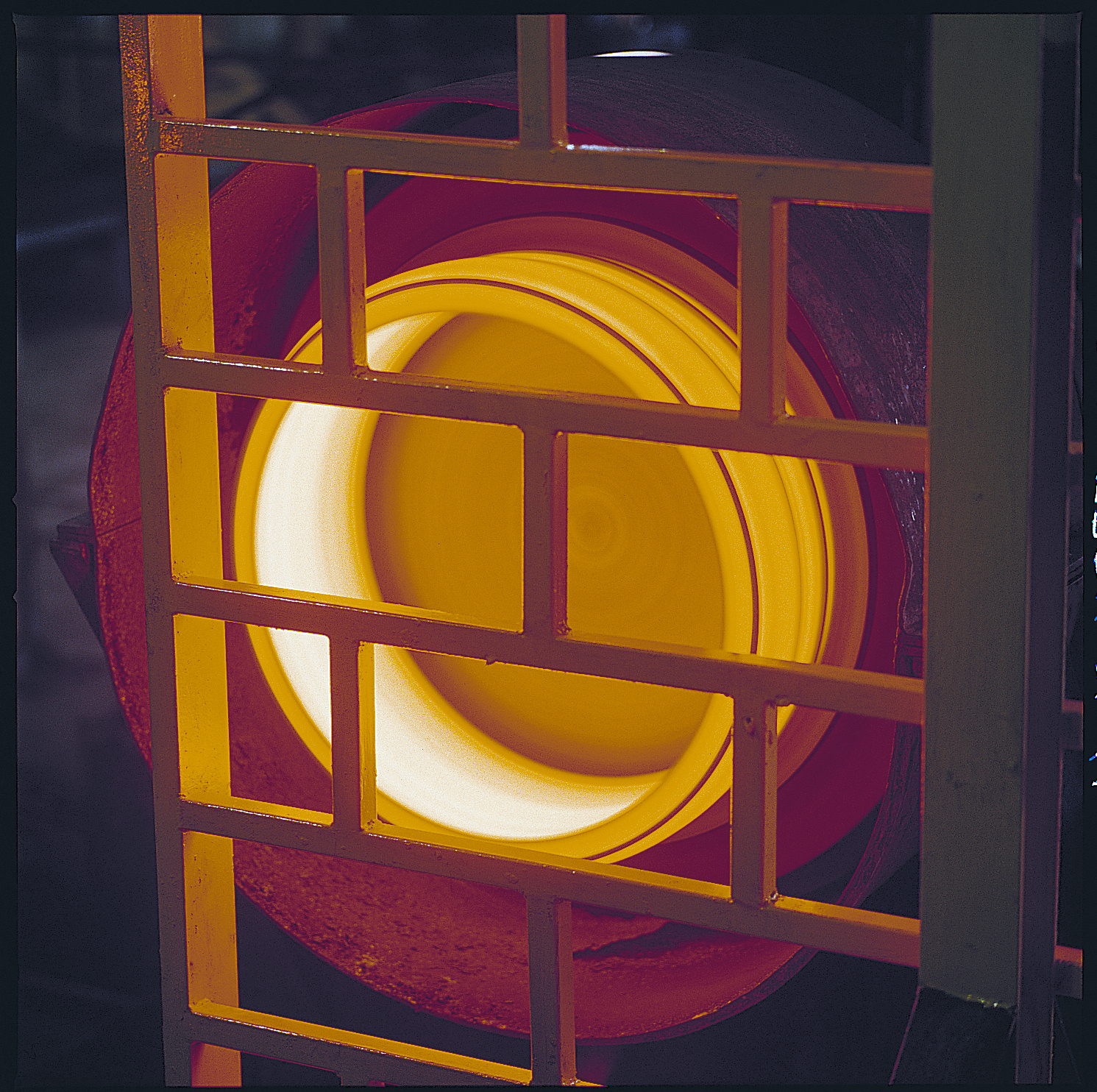
سباكة تدويمية

تعتبر عمليات التدويم إحدي عمليات تشكيل المعادن علي البارد وتتم عملية التدويم علي عدة مراحل وتتطلب مهارة معينة من القائمين عليها.و عمليات التدويم التقليدية مناسبة وبصفه خاصة للأشكال المخروطية والأشكال المنحنية. وبالرغم من أن كل عمليات التدويم يتم إجراؤها في درجة حرارة الغرفة إلا أن المنتجات السميكة والمعادن التي لها مقاومة عالية أو ممطولية منخفضة تتطلب تسخينها إلي درجة حرارة مرتفعة

## خطوات العمل
1.يتم إجراء هذه العملية علي ماكينة تشبه المخرطة وبصفة خاصة المخرطة المستخدمة في ورش النجارة.

2.يتم حساب قطر قرص المعدن المراد تشكيله ويتم تثبيته علي النموذج الخشبي للمنتج المراد إنتاجه.

3.يتم تشغيل الماكينة فيتم دوران الخام ونموذج المنتج بسرعة معينة ويسلط ضغط علي القرص بواسطة أداه خشبية ذات نهاية مدورة ويتم تحريكها تدريجيا علي القرص.هذا الضغط المسلط علي القرص سيقوم بتحويله ومطابقته إلي شكل المنتج المطلوب ويجعله مطابقا تماما للشكل الخارجي له علي عدة مراحل متتالية.

4.إذا كان سمك القرص سميك ففي هذه الحالة يجب تسخينه ويسمي تدويم علي الساخن.

## الإنتاج
هذه العملية مناسبة تمام للمنتجات الكبيرة وبدفعات صغيرة وفي حالة إجراء بعض التجارب كما أنها تتطلب مهارة عالية.

## السبك التدويمي
السبك التدويمي أو السبك بالطرد المركزي (بالإنجليزية: Centrifugal casting)‏ هي تقنية في السبك تستخدم لسبك أشكال دورانية كالأسطوانات.
يصب المعدن السائل داخل قالب يدور بحركة دورانية سريعة فتقذفه القوة الطاردة المركزية وتوزعه في أرجاء القالب الذي يصمم بطريقة خاصة تلائم المسبوكات المطلوب إنتاجها. وتستخدم هذه الطريقة في إنتاج الأسطوانات ودواليب السكك الحديدية، وتيجان التروس. عندما تكون سرعة الدوران ثابتة، فإن الدفع المركزي في القالب يتناسب طردًا مع الكتلة. لذا عندما يصب المعدن في مركز القالب عند محور الدوران فإنه يندفع تحت تأثير قوة الطرد المركزية نحو المحيط الخارجي تاركًا الشوائب الخفيفة في المركز. وتتوقف درجة الفصل بين الشوائب والمعدن السليم على التفاوت في كثافتها، لذلك يؤخذ تسامح كبير بالحسبان عند حساب الأقطار الداخلية للمسبوك كي يتسنى إزالة الشوائب المنعزلة. وبذلك يمكن القول بأن هذه الطريقة تعطي مسبوكات خالية من العيوب متجانسة في أبعادها وذات درجة جودة عالية.
تؤثر على المعدن المصبوب بطريقة السبك التدويمي الجاذبية الأرضية والقوة النابذة أيضًا. ولتكون المسبوكة جيدة يجب أن تكون القوة النابذة أكبر من الجاذبية الأرضية بـ 65 مرة على الأقل باستخدام الآلات ذات محور الدوران الأفقي وأكبر بـ 90 مرة في الآلات ذات محور الدوران الشاقولي. تعتمد القوة النابذة على عدد الدورات ونصف قطر الدوران وعلى الوزن النوعي للمعدن.
إذا صنعت المسبوكات الدائرية ذات السماكات والأقطار الكبيرة بهذه الطريقة فإنها تنكسر من السطح الخارجي. ويعود السبب إلى تشكل قشرة متجمدة على السطح الخارجي تحاول أن تتقلص وتنفصل عن القالب الدائر، فتتشكل فجوة بين القالب والقشرة. يضاف إلى ذلك القوة النابذة للمصهور الذي لم يتجمد بعد الذي يحاول توسيع هذه القشرة وإعادة التصاقها بالقالب. لذا تكون القشرة مجهدة بإجهاد شد ويمكن أن تنكسر بسهولة. ولتلافي هذه الظاهرة يجب أن نتحكم بالقوة النابذة أثناء تجميد الأسطوانات السميكة، أي المحافظة على عدد دورات ثابت أو يمكن البدء بقوة نابذة معينة، ثم زيادتها أثناء عملية التجمد وذلك عن طريق التحكم بدوران القالب.

## سمات السبك التدويمي
- يمكن الحصول على مسبوكات بأي طول نريده (15 متر)، وأي سماكة وأي قطر (3 متر).
- يمكن الحصول على سماكات مختلفة باستخدام القالب نفسه.
- لا حاجة في استخدام نواة للقالب من أجل الحصول على أسطوانة.
- مقاوم للتآكل الجوي.
- خواص ميكانيكية ممتازة للمسبوكات الناتجة.
- يمكن إنتاج الأجسام الدورانية فقط.
- تتفاوت سماكة الجدران من 2.5 مم إلى 12.5 مم.
- حدود التسامح: عند القطر الخارجي يمكن أن يكون 2.5 مم وعند القطر الداخلي 3.8 مم.